# Nomura Kichisaburō

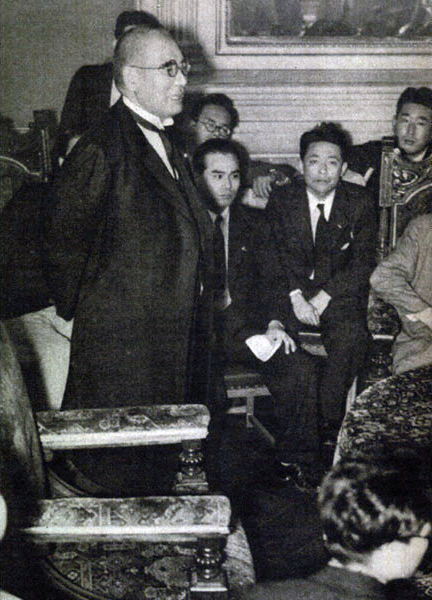
Nach der Ernennung zum Außenminister, September 1939

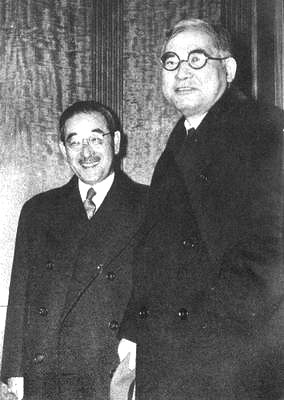
Mit Sonderbotschafter Kurusu, November 1941

Nomura Kichisaburō (jap. 野村 吉三郎; * 16. Dezember 1877; † 8. Mai 1964) war ein Admiral der Kaiserlich Japanischen Marine und Botschafter Japans in den Vereinigten Staaten bis zum japanischen Angriff auf Pearl Harbor.

## Leben
Nomura absolvierte die japanischen Marineakademie im 26. Jahrgang und diente anschließend auf den unterschiedlichsten Schiffen der Marine, wie etwa der Kongō, der Hiei, oder der Chitose. Zwischen 1916 und 1918 war er Marineattaché in den Vereinigten Staaten. Bis 1921 bekleidete er unterschiedliche Ämter in der Kaiserlich Japanischen Marine. So fuhr er unter anderem auf dem Kreuzer Yakumo als leitender Offizier, was auch sein letzter Einsatz auf einem Schiff war. Während dieser Zeit nahm er auch an der Washingtoner Flottenkonferenz teil, die von der Regierung unter US-Präsident Warren G. Harding im November 1921 anberaumt worden war.
Ab dem 1. Juni 1922 trat Nomura dem japanischen Marinegeneralstab bei. Vom 26. Juli 1926 bis zum 10. Dezember 1928 war Nomura Vizestabschef. Kurz nach Antritt des Amtes beförderte ihn die Marineführung am 1. Dezember 1926 zum Konteradmiral.
Am 1. Dezember 1931 trat er das Amt des Stabschefs im Marinedistrikt Yokosuka an, welches er bis zum 2. Februar 1932 innehatte. Zu diesem Zeitpunkt war er Vizeadmiral.
Bei einem Bombenanschlag auf Nomura und andere hochrangige Militärs bei einer Siegesparade nach der Schlacht um Shanghai von 1932 durch den koreanischen Unabhängigkeitskämpfer Yoong Bong-gil verlor er sein rechtes Auge.
Von 1933 bis 1937 war Nomura Mitglied des obersten japanischen Kriegsrats (軍事参議院, Gunji sangiin, auch: gunji sangikan kaigi). 1937 beendete er seinen aktiven Marinedienst.
Zwei Jahre später wurde Nomura Kichisaburō Außenminister und behielt dieses Amt bis 1940. Im März 1941 trat er das Amt des japanischen Botschafters in den USA an. Im Verlauf des Jahres konferierte er mehrfach mit dem amerikanischen Außenminister Cordell Hull, um eine diplomatische Lösung für den aufflammenden Konflikt im Pazifikraum zu finden. Auch zum Zeitpunkt des japanischen Angriffs auf Pearl Harbor am 7. Dezember 1941 saß er mit dem Diplomaten Kurusu Saburō wieder zu Verhandlungen mit Cordell Hull zusammen. Da sonntags das technische Personal in der Botschaft nicht anwesend war, mussten die beiden die übermittelte Note an die USA, welche die Verhandlungen abbrach und unter diesem Umständen praktisch einer Kriegserklärung gleichkam, persönlich dekodieren und anschließend an die Amerikaner übergeben. Damit erklärt sich die zeitliche Verzögerung bis nach Abschluss des Angriffs.
Nomura Kichisaburō bekleidete vom Juli bis Dezember 1942 das Amt eines Sonderbotschafters in den USA. Im Mai 1945 wurde er in den japanischen Staatsrat berufen.
Nach dem Krieg arbeitete er zeitweilig als Präsident von JVC. 1954 wurde er ins Oberhaus gewählt, dem er bis zu seinem Lebensende angehörte. Nach der Wiederaufstellung der japanischen Streitkräfte in den 1950er Jahren erhielt er mehrmals das Angebot, Leiter der Verteidigungsbehörde zu werden, lehnte aber jeweils ab.